# 最高電影票房收入列表索引
下列為各個最高電影票房收入列表。

## 全球票房收入
- 全球最高電影票房收入列表
  - 全球最高非英語電影票房收入列表
  - 全球最高R級電影票房收入列表（英语：List of highest-grossing R-rated films）
- 全球電影觀影人次列表（英语：List of films by box office admissions）
  - 全球動畫電影觀影人次列表（英语：List of animated films by box office admissions）
- 全球最高動畫電影票房收入列表
  - 1980年代全球最高日本動畫電影票房收入列表（英语：List of highest-grossing animated films of the 1980s）
  - 1990年代全球最高日本動畫電影票房收入列表（英语：List of highest-grossing animated films of the 1990s）
  - 2000年代全球最高日本動畫電影票房收入列表（英语：List of highest-grossing animated films of the 2000s）
  - 2010年代全球最高日本動畫電影票房收入列表（英语：List of highest-grossing animated films of the 2010s）
  - 全球最高日本動畫電影票房收入列表
  - 全球最高真人動畫電影票房收入列表（英语：List of highest-grossing live-action/animated films）
- 最快電影票房收入列表（英语：List of fastest-grossing films）
  - 全球最高電影首週開片票房收入列表（英语：List of highest-grossing openings for films）
  - 全球最高動畫電影首週開片票房收入列表（英语：List of highest-grossing openings for animated films）
  - 最高第二週末電影票房收入列表（英语：List of highest-grossing second weekends for films）

### 各類別
- 全球最高聖誕節電影票房收入列表（英语：List of highest-grossing Christmas films）
- 全球最高喜劇電影票房收入列表（英语：List of highest-grossing comedy films）
- 全球最高恐怖電影票房收入列表（英语：List of highest-grossing horror films）
- 全球最高音樂電影票房收入列表（英语：List of highest-grossing musicals）
- 全球最高傀儡電影票房收入列表（英语：List of highest-grossing puppet films）
- 全球最高科幻電影票房收入列表（英语：List of highest-grossing science fiction films）
- 全球最高體育電影票房收入列表（英语：List of highest-grossing sports films）
- 全球最高超級英雄電影票房收入列表

### 各人物
- 全球最高電影票房收入演員列表（英语：List of highest-grossing actors）
- 全球最高電影票房收入導演列表
- 全球最高電影票房收入製片列表（英语：List of highest-grossing film producers）

## 各產地
- 全球最高孟加拉電影票房收入列表（英语：List of highest-grossing films in Bangladesh）
- 全球最高捷克電影票房收入列表（英语：List of highest-grossing Czech films）
- 全球最高菲律賓電影票房收入列表（英语：List of highest-grossing Philippine films）
- 全球最高希臘電影票房收入列表（英语：List of highest-grossing Greek films）
- 全球最高印度電影票房收入列表
  - 海外最高印度電影票房收入列表（英语：List of highest-grossing Indian films in overseas markets）
  - 全球最高西孟加拉邦電影票房收入列表（英语：List of highest-grossing Bengali films）
  - 全球最高泰盧固語電影票房收入列表（英语：List of highest-grossing Telugu films）
- 全球最高伊朗電影票房收入列表（英语：List of highest-grossing Iranian films）
- 日本
  - 全球最高日本動畫電影票房收入列表
  - 全球最高日本真人電影票房收入列表（英语：List of highest-grossing Japanese live-action films）
- 全球最高尼泊爾電影票房收入列表（英语：List of highest-grossing Nepali films）
- 全球最高奈及利亞電影票房收入列表（英语：List of highest-grossing Nigerian films）
- 全球最高巴基斯坦電影票房收入列表（英语：List of highest-grossing Pakistani films）
- 全球最高葡萄牙電影票房收入列表（英语：List of highest-grossing Portuguese films）

## 各地區

### 美洲地區
- 巴西最高電影票房收入列表
- 墨西哥最高電影票房收入列表
- 美國和加拿大最高電影票房收入列表

### 亞太地區
- 澳洲最高電影票房收入列表（英语：List of highest-grossing films in Australia）
- 中国内地最高电影票房收入列表
- 香港最高電影票房收入列表
- 印度最高電影票房收入列表
  - 最高印度語電影票房收入列表（英语：List of highest domestic net collection of Hindi films）
  - 最高泰盧固語電影票房收入列表（英语：List of highest-grossing Telugu films）
- 印尼最高電影票房收入列表（英语：List of highest-grossing films in Indonesia）
- 日本最高電影票房收入列表
- 馬來西亞最高電影票房收入列表（英语：List of highest-grossing films in Malaysia）
- 巴基斯坦最高電影票房收入列表（英语：List of highest-grossing films in Pakistan）
- 菲律賓最高電影票房收入列表
- 新加坡最高電影票房收入列表（英语：List of highest-grossing films in Singapore）
- 南韓最高電影票房收入列表
- 台灣最高電影票房收入列表
  - 台北最高電影票房收入列表

### 歐洲地區
- 奧地利最高電影票房收入列表（英语：List of highest-grossing films in Austria）
- 法國最高電影票房收入列表（英语：List of highest-grossing films in France）
- 德國最高電影票房收入列表（英语：List of highest-grossing films in Germany）
- 義大利最高電影票房收入列表
- 羅馬尼亞最高電影票房收入列表（英语：List of highest-grossing films in Romania）
- 西班牙最高電影票房收入列表
- 蘇聯最高電影票房收入列表（英语：List of highest-grossing films in the Soviet Union）
- 俄羅斯最高電影票房收入列表（英语：List of highest-grossing films in Russia）
- 英國最高電影票房收入列表（英语：List of highest-grossing films in the United Kingdom）